# Progression à froid
Pour les articles homonymes, voir Progression.
En économie, la notion de progression à froid (désignation suisse) ou effet multiplicateur de l'inflation désigne une conséquence de la progressivité de l'impôt dans une situation d'inflation.
Lorsque le coût de la vie augmente, les salaires sont généralement indexés à cette augmentation. Or, si l'impôt est progressif (donc si le taux de l'impôt augmente avec le revenu), un salaire indexé sera imposé selon un taux plus élevé, alors que sa valeur réelle n'augmente pas. Autrement dit, le pouvoir d'achat diminue.
L’État peut compenser la progression à froid en indexant les barèmes de l'impôt du même taux que sont indexés les salaires.